# 44194 Urmuz
44194 Urmuz è un asteroide della fascia principale. Scoperto nel 1998, presenta un'orbita caratterizzata da un semiasse maggiore pari a 2,5396102 au e da un'eccentricità di 0,1466602, inclinata di 14,21315° rispetto all'eclittica.
L'asteroide è dedicato all'omonimo scrittore rumeno.